# De breinbrekers
De breinbrekers is een stripverhaal uit de reeks van Suske en Wiske. Het is geschreven door Marc Verhaegen en gepubliceerd in De Standaard en Het Nieuwsblad van 23 september 2003 tot en met 13 januari 2004. De eerste albumuitgave was op 18 februari 2004.

## Locaties
Dit verhaal speelt zich af op de volgende locaties:
- België, supermarkt Carambol, Elektromagnetisch Lab.

## Personages
In dit verhaal komen de volgende personages voor:
- Suske, Wiske met Schanulleke, tante Sidonia, Lambik, Jerom, postbode, agent, Stoet en Haspel, medewerkster groentekraampje, militairen, Jean Cervelle (psycholoog, neurofysioloog en elektronisch ingenieur, chef), Toppo Tirpen en Kwakkel Kwinkuut met de Naarling (droomwezens), Pluto, Nico, Philippo en andere breinbrekers, Meugnee Treun (Zweedse professor, leider van esthetische commissie), Arabische sjeik.

## Het verhaal
De vrienden zijn erg enthousiast als de postbode aankomt, Wiske krijgt een brief van Rikki uit Chocowakije en vertelt dat alles goed met hem gaat. Het verzet verovert dorpen op het regeringsleger van Bulshitov en doet iedereen de groeten, maar dan valt Wiske flauw. Suske ontdekt dan dat Lambik, Jerom en tante Sidonia zich Odfella niet meer herinneren en hij ziet een verhuiswagen bij de buren komen aanrijden. De vrienden pakken de volgende dag het huis en het erf aan en ze ontdekken dat ze erg onhandig zijn geworden. Ze gaan naar de supermarkt, die dicht blijkt te zijn, en zien dat er in die straat twee gezinnen verhuizen. Ze horen van een medewerkster van een fruitkraampje dat de supermarkt gesloten is wegens een dreiging en ze krijgen een kaartje met een internetadres mee. De vrienden willen langs professor Barabas rijden, maar worden door militairen tegengehouden. Op de radio horen ze dat de buurt is afgesloten voor de veiligheid van de burgers, als mensen wapens willen kunnen ze die bestellen via internet. De tv en radio doen het niet en Suske valt dan flauw, Suske vertelt Wiske dat hij het niet vertrouwt en ze zoeken op internet naar duizeligheid en geheugenverlies. Ze lezen een artikel van Dennis Rodie over “het einde van de vrijheid” en dan komt de site van de groentewinkel tevoorschijn en de kinderen ontdekken een camera in een puntenslijper. In een commandokamer vertelt de chef dat de hersenen van de vrienden alfagolven produceren, tijdens de REM-slaap zal dit overgaan naar thetagolven. Als de hersenen deltagolven produceren, zullen de mannen op het zesde zintuig inwerken en de dromen manipuleren. Lambik, Jerom en tante Sidonia zijn in hun dromen in een woestijn met een leger hamers en beitels, elke keer als Jerom ze slaat verdubbelt het gereedschap. Een gevoel van onveiligheid is bereikt en dit zal bij de volgende behandeling aan een persoon worden gekoppeld. Stoet en Haspel worden door de chef naar het huis van de vrienden gestuurd.
Suske en Wiske zien Stoet en Haspel arriveren en Suske hoort dat ze de herinneringen van de laatste uren zullen wissen, zodat de kinderen de camera vergeten. Suske kan het apparaatje in handen krijgen en manipuleert het geheugen van de twee mannen en stuurt ze weg. Wiske heeft een dossier over hersengolven uit de auto van de mannen gepakt en de volgende dag vertellen de vrienden tijdens het ontbijt over de bizarre droom. Lambik, Jerom en tante Sidonia voelen zich onveilig en Suske en Wiske vertellen dat het maar een droom is. Ook het feit dat de radio en tv een tijdje uitgeschakeld waren en de vreemde afzettingen in de wijk voeden het onveiligheidsgevoel en Suske en Wiske vinden buiten een apparaat in de tuin. Stoet en Haspel krijgen opdracht Suske en Wiske te ontvoeren en de kinderen ontdekken dat het apparaat elektromagnetische impulsen op de hersenen afstuurt. Als Wiske dit tegen tante Sidonia, Lambik en Jerom vertelt raken de vrienden enorm in paniek. Suske kan Stoet en Haspel opnieuw verslaan en vertelt de mannen dat ze hen ontvoerd hebben, maar daarna losgelaten hebben en ze moeten het voor hen opnemen. Suske en Wiske laten zich vervoeren door Stoet en Haspel en krijgen door dat de militairen ook in het complot zijn betrokken. Suske en Wiske horen dat Stoet en Haspel in een kinderdagverblijf werkten en de chef helpen om mensen te herprogrammeren. Wiske vindt bankafschriften, er zijn grote bedragen betaald aan supermarkt Carembol en gezinnen om te verhuizen. Het onveiligheidsgevoel wordt kunstmatig opgewekt en de chef valt binnen, maar Suske en Wiske kunnen met een auto ontkomen. Even later worden ze echter door de chef gepakt en de paranoia slaat toe bij Lambik, Jerom en tante Sidonia, ze zien overal complotten in. Er komt iemand in hun huis en hij vertelt dat hij van de burgerwacht is, Suske en Wiske zouden naar Tirol zijn om aan een jeugdkamp deel te nemen. De man vertelt dat alle kinderen die op straat rondlopen worden opgepakt en naar Oostenrijk gestuurd worden.
De vrienden krijgen uniformen om ook voor de burgerwacht te werken en Suske en Wiske worden door de chef rondgeleid in het Elektromagnetisch Labo. Hij vertelt dat hij met zijn medewerkers aan het Brain Masterprogramma werkt, dit bouwt verder op bevindingen van de CIA met RHIC-technologie (Rhic, Radio-hypnotic interacerebral control). Grote mogendheden willen de hersenen van de vijand manipuleren zodat ze zich zonder tegenstand overgeven, als ze dit niet doen zal Brain Master het denken vernietigen. Een esthetische commissie, onder leiding van de Zweedse professor Meugnee Treun, is er tegen en wil het programma verbieden. De veiligheidsdiensten zullen hem uitschakelen en Lambik, Jerom en tante Sidonia zijn ook gerekruteerd. Suske en Wiske zien via beeldschermen wat er in het huis gebeurt en de vrienden krijgen via hun dromen instructies om Meugnee Treun uit te schakelen als ze het woord “ecce homo” horen. Suske en Wiske werden bestraald zodat hij hun vrienden zouden aangeven en getuigen zouden dat ze de aanslag al maanden voorbereidden. Suske kan een van de mannen bewerken en ze komen bij een terminal waardoor ze de dromen van hun vrienden manipuleren. De poging wordt ontdekt en de kinderen worden door de breinbrekers gevangengenomen in een isolatiecel.
De vrienden worden 's ochtends opgehaald en horen dat ze Meugnee Treun moeten beschermen. Stoet en Haspel zitten in de cel naast Suske en Wiske en hebben Schanulleke en een andere knuffel, ze willen de kinderen wel helpen. Een sjeik is geïnteresseerd in de Brain Master, maar dan hoort de chef dat er drie Meugnee Treuns zijn geland op het vliegveld. Jerom neemt alle drie de mannen mee en ze moeten uitzoeken wie de echte is. De echte Meugnee snapt dat hij bedreigd wordt en kan ontkomen terwijl Stoet en Haspel de vrienden ophouden. De vrienden krijgen dan het wachtwoord en beginnen te schieten, maar raken gasflessen en vallen flauw. De aanslag mislukt en de sjeik vertrekt boos, Stoet wordt neergeschoten en Suske en Wiske zien dit op een beeldscherm. Suske kan uit de isolatiecel komen en barricadeert de deur, hij beïnvloed de andere computers met een virus. Via de telefooncentrale en gsm-masten in de buurt van het vliegveld zendt hij signalen naar zijn vrienden, in de droom waarschuwt professor Barabas hen en vertelt wat er aan de hand is. De vrienden worden wakker en Suske waarschuwt de politie. Haspel wordt ook neergeschoten en de vrienden zien dat de echte Meugnee Treun wordt bedreigd. Jerom kan de boef verslaan en Meugnee wordt gered, Stoet en Haspel blijken ongedeerd door kogelvrije vesten. Cervelle en zijn bende wordt opgerold, de politie heeft bewijsmateriaal ontvangen en op tv horen de vrienden dat unaniem nee is gezegd tegen hersenmanipulatieprogramma’s. Er mag niet aan de vrije wil gesleuteld worden en Lambik sloopt een camera, maar hiervoor krijgt hij een boete want de camera is voor verkeerscontroles.

## Achtergronden bij het verhaal
- In dit verhaal staat het manipuleren van hersens door middel van elektromagnetische stralen centraal. De hoofdpersonen worden in hun dromen beïnvloed, waardoor ze achterdochtig worden. Al eerder heeft Willy Vandersteen in een verhaal dromen als onderwerp genomen (De dromendiefstal).
- Op strook 105 heeft Lambik een handgranaat laten ontploffen in Sidonia's keuken. Sidonia komt binnen en roept: Hoe komt dat gat in mijn keukenvloer?. Er is echter geen gat in de vloer te bekennen. Wel zijn er o.a. een keukenkastje en de deur vernield.